# Vittoncourt
Vittoncourt est une commune française située dans le département de la Moselle et le bassin de vie de la Moselle-Est, en région Grand Est.

## Géographie
La commune est située sur la rive droite de la Nied française.

### Communes limitrophes
| Chanville | Hémilly     | Hémilly |
| Voimhaut  | Vittoncourt | Herny   |
| Rémilly   | Adaincourt  | Herny   |

### Écarts et lieux-dits
- Faux-en-Forêt.

### Hydrographie
La commune est située dans le bassin versant du Rhin au sein du bassin Rhin-Meuse. Elle est drainée par la Nied et le ruisseau le Grand le ruisseau de Faux.
La Nied, d'une longueur totale de 96,7 km, prend sa source dans la commune de Marthille, traverse 47 communes françaises, puis poursuit son cours en Allemagne où elle se jette dans la Sarre.

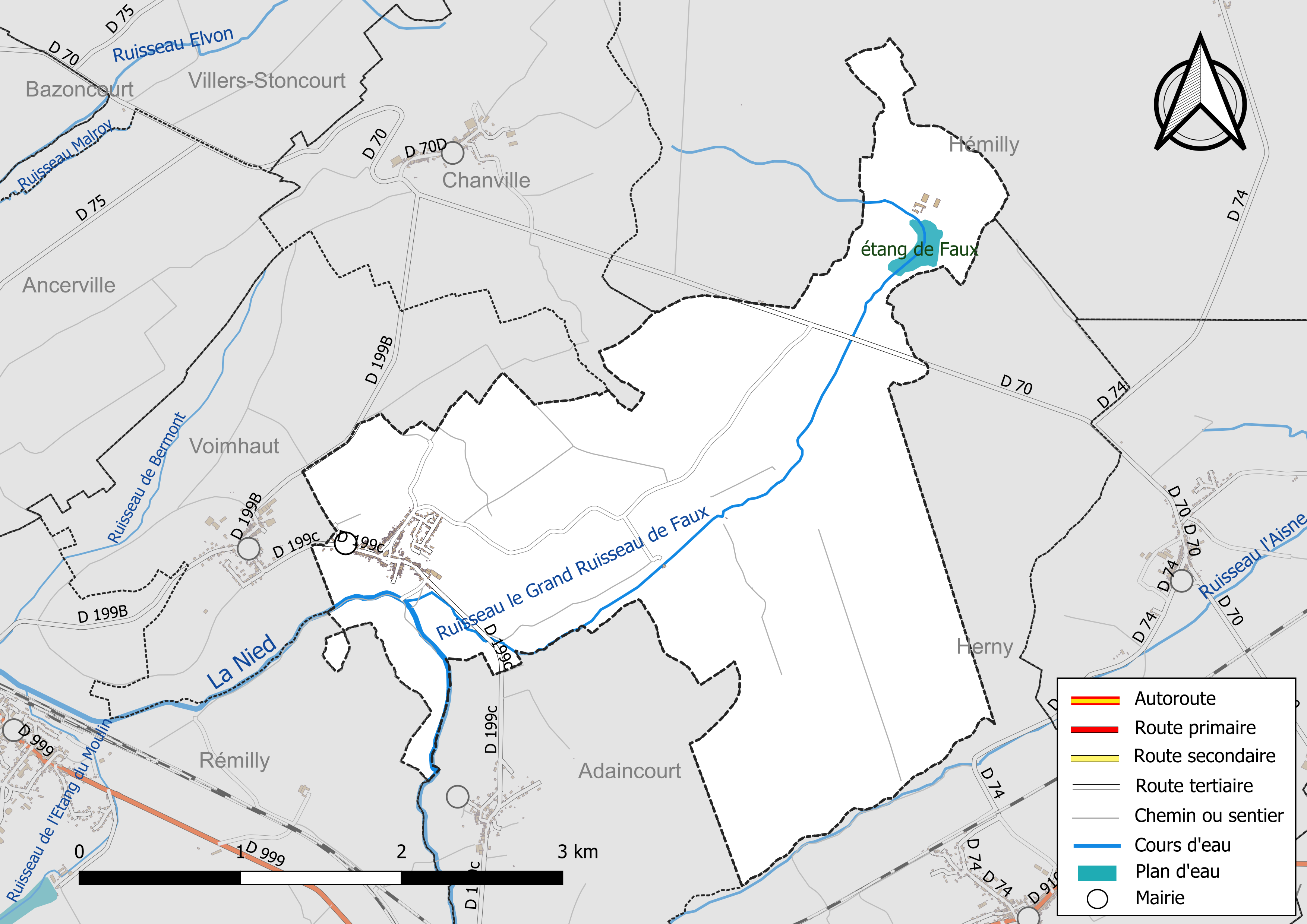
Réseaux hydrographique et routier de Vittoncourt.

La qualité des eaux des principaux cours d’eau de la commune, notamment de la Nied, peut être consultée sur un site spécial géré par les agences de l’eau et l’Agence française pour la biodiversité.

### Climat
Pour des articles plus généraux, voir Climat du Grand Est et Climat de la Moselle.
En 2010, le climat de la commune est de type climat océanique dégradé des plaines du Centre et du Nord, selon une étude du Centre national de la recherche scientifique s'appuyant sur une série de données couvrant la période 1971-2000. En 2020, Météo-France publie une typologie des climats de la France métropolitaine dans laquelle la commune est exposée à un climat semi-continental et est dans la région climatique  Lorraine, plateau de Langres, Morvan, caractérisée par un hiver rude (1,5 °C), des vents modérés et des brouillards fréquents en automne et hiver. 
Pour la période 1971-2000, la température annuelle moyenne est de 9,7 °C, avec une amplitude thermique annuelle de 16,8 °C. Le cumul annuel moyen de précipitations est de 793 mm, avec 11,6 jours de précipitations en janvier et 9,1 jours en juillet. Pour la période 1991-2020, la température moyenne annuelle observée sur la station météorologique de Météo-France la plus proche, « Lesse_sapc », sur la commune de Lesse à 8 km à vol d'oiseau, est de 10,7 °C et le cumul annuel moyen de précipitations est de 694,0 mm. 
La température maximale relevée sur cette station est de 40 °C, atteinte le 25 juillet 2019 ; la température minimale est de −20,7 °C, atteinte le 20 décembre 2009,,. 
Les paramètres climatiques de la commune ont été estimés pour le milieu du siècle (2041-2070) selon différents scénarios d'émission de gaz à effet de serre à partir des nouvelles projections climatiques de référence DRIAS-2020. Ils sont consultables sur un site spécial publié par Météo-France en novembre 2022.

## Urbanisme

### Typologie
Au 1er janvier 2024, Vittoncourt est catégorisée commune rurale à habitat dispersé, selon la nouvelle grille communale de densité à sept niveaux définie par l'Insee en 2022.
Elle est située hors unité urbaine. Par ailleurs la commune fait partie de l'aire d'attraction de Metz, dont elle est une commune de la couronne,. Cette aire, qui regroupe 245 communes, est catégorisée dans les aires de 200 000 à moins de 700 000 habitants,.

### Occupation des sols
L'occupation des sols de la commune, telle qu'elle ressort de la base de données européenne d’occupation biophysique des sols Corine Land Cover (CLC), est marquée par l'importance des territoires agricoles (54,8 % en 2018), en diminution par rapport à 1990 (57,4 %). La répartition détaillée en 2018 est la suivante : 
terres arables (44,5 %), forêts (37,6 %), prairies (10,3 %), milieux à végétation arbustive et/ou herbacée (5 %), zones urbanisées (2,6 %). L'évolution de l’occupation des sols de la commune et de ses infrastructures peut être observée sur les différentes représentations cartographiques du territoire : la carte de Cassini (XVIIIe siècle), la carte d'état-major (1820-1866) et les cartes ou photos aériennes de l'IGN pour la période actuelle (1950 à aujourd'hui).

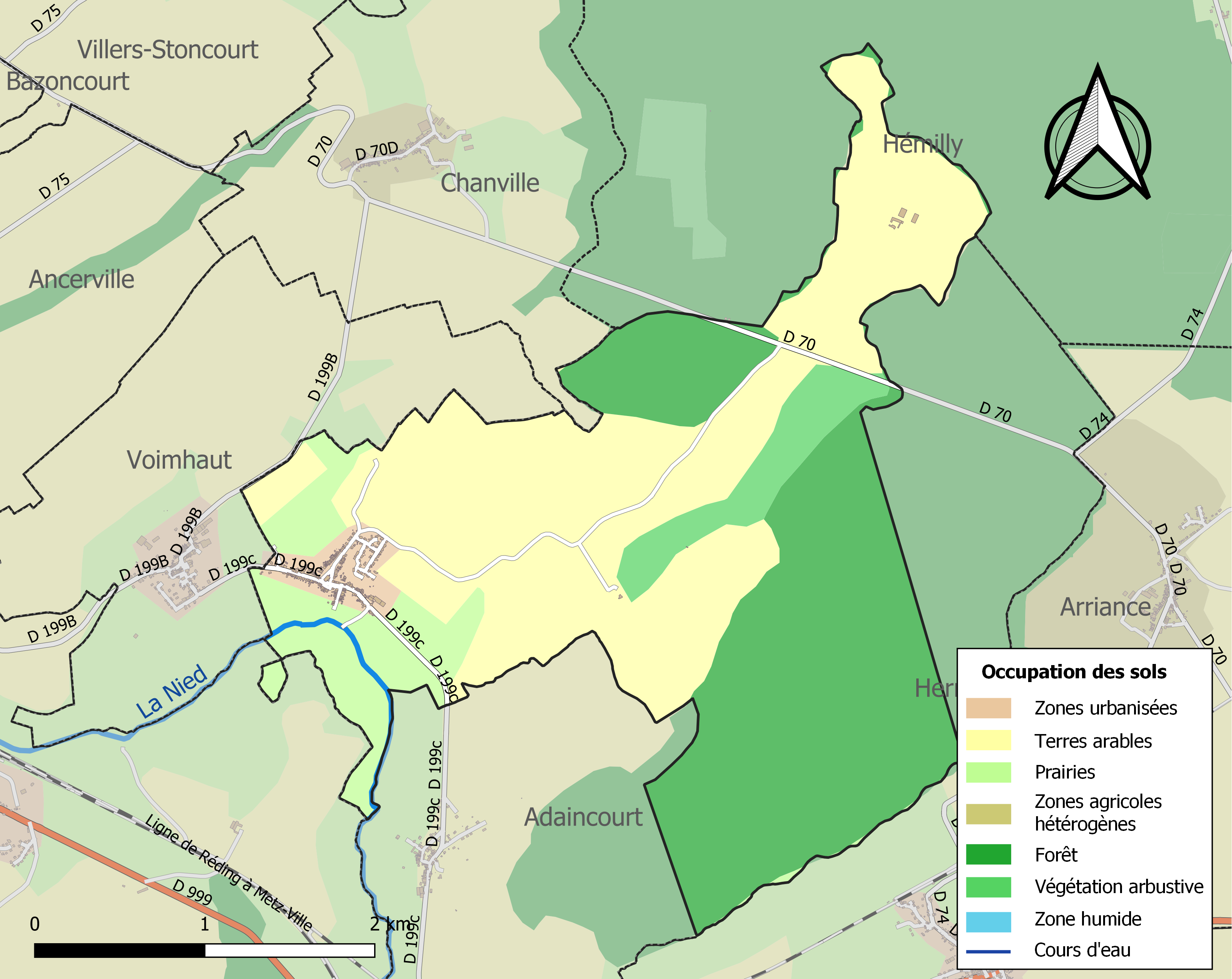
Carte des infrastructures et de l'occupation des sols de la commune en 2018 (CLC).

## Toponymie
- D'un nom de personne Witto(n) + court.
- Vittoncort (1239), Witoncort (1316), Witoncourt (1404), Withoncourt et Woitoncourt (1421), Vatencourt (1533), Wittoncourt et Vitoncourt (1544)[14], Vittoncourt (1793)[15], Wittenhofen (1915-1918), Wittenhofen an der Nied (1940-1944).
- En lorrain roman : Vitonco[14].

### Faux en Forêt
Anciens noms, : Falto (936), Fas (1121), Falt in foreste (1126), Fauz (1180), Fault (1192), Falz et Fult (1210), Faux (1320), Falzen Forest (1348), Fault en Fouret (XIVe siècle), Falt en fourest et Faulx en fourest (1421), Faulx en forest (1635).

## Histoire
- Dépendance de la châtellenie épiscopale de Rémilly. Était siège d'une cure de l'archiprêtré de Varize, qui dépendait de l'abbaye de Saint-Arnould de Metz.
- Faux-en-Forêt est un ancien siège d'un prieuré de Bénédictins qui fut détruit par les Suédois au XVIIe siècle.

## Politique et administration
| Période                                  | Période   | Identité            | Étiquette | Qualité |
| ---------------------------------------- | --------- | ------------------- | --------- | ------- |
| mars 1995                                | mars 2008 | Jean-Marie Genson   |           |         |
| mars 2008                                | mai 2020  | Paul Lang           |           |         |
| mai 2020                                 | En cours  | Laurent Grandgirard |           |         |
| Les données manquantes sont à compléter. |           |                     |           |         |

## Démographie
L'évolution du nombre d'habitants est connue à travers les recensements de la population effectués dans la commune depuis 1793. Pour les communes de moins de 10 000 habitants, une enquête de recensement portant sur toute la population est réalisée tous les cinq ans, les populations de référence des années intermédiaires étant quant à elles estimées par interpolation ou extrapolation. Pour la commune, le premier recensement exhaustif entrant dans le cadre du nouveau dispositif a été réalisé en 2005.

En 2022, la commune comptait 389 habitants, en évolution de +2,91 % par rapport à 2016 (Moselle : +0,52 %, France hors Mayotte : +2,11 %).
| 1793 | 1800 | 1806 | 1821 | 1836 | 1841 | 1861 | 1866 | 1871 |
| ---- | ---- | ---- | ---- | ---- | ---- | ---- | ---- | ---- |
| 454  | 458  | 523  | 615  | 653  | 642  | 614  | 605  | 540  |

| 1875 | 1880 | 1885 | 1890 | 1895 | 1900 | 1905 | 1910 | 1921 |
| ---- | ---- | ---- | ---- | ---- | ---- | ---- | ---- | ---- |
| 506  | 476  | 464  | 449  | 419  | 404  | 390  | 391  | 364  |

| 1926 | 1931 | 1936 | 1946 | 1954 | 1962 | 1968 | 1975 | 1982 |
| ---- | ---- | ---- | ---- | ---- | ---- | ---- | ---- | ---- |
| 327  | 314  | 314  | 299  | 292  | 274  | 264  | 256  | 259  |

| 1990 | 1999 | 2005 | 2006 | 2010 | 2015 | 2020 | 2022 | - |
| ---- | ---- | ---- | ---- | ---- | ---- | ---- | ---- | - |
| 282  | 283  | 348  | 348  | 393  | 384  | 385  | 389  | - |

## Culture locale et patrimoine

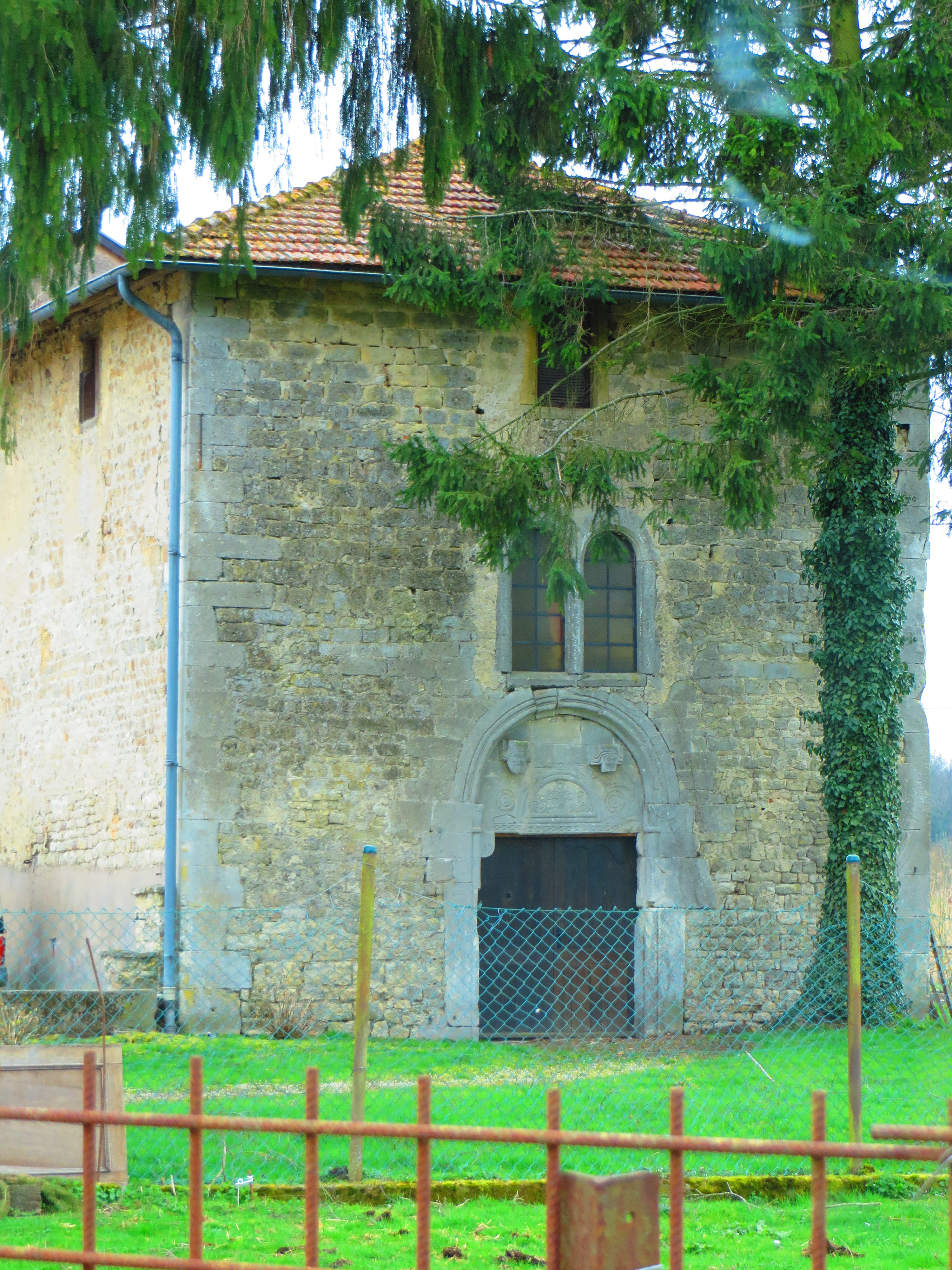
Chapelle Notre-Dame de Faux-en-Forêt.

### Lieux et monuments
- Passage d'une voie romaine.
- Un site protégé par la LPO : la tourbière où vivent des oiseaux et des plantes uniques en Europe ;
- Une immense forêt où des sentiers sont balisés.

#### Édifice religieux
- Église Saint-Grégoire datant de 1876 de style néo-gothique.
- Chapelle de pèlerinage Notre-Dame, romane, restaurée en 1831 et 1977, au hameau de Faux-en-Forêt : tympan roman du XIe siècle ; statue de la Vierge du XIVe siècle.
- Ancien prieuré bénédictin de 1126 à 1603, détruit par les Suédois en 1635.
- Calvaire à l'entrée du village.

## Héraldique
| Blason de Vittoncourt | Blason  | Mi-parti d'azur à l'aigle d'or et fascé d'or et d'azur de huit pièces, à la bande de gueules chargée de quatre chevrons d'argent |
| Blason de Vittoncourt | Détails | Le statut officiel du blason reste à déterminer.                                                                                 |